# Ken Coomer
Ken Coomer est né le 5 novembre 1960. Il est le dernier batteur du groupe Uncle Tupelo et également le batteur de Wilcojusqu'à l'album Yankee Hotel Foxtrot. Il est le cofondateur de Clockhammer de Nashville à la fin des années 1980 et de Buzzkill. Il continue à jouer dans plusieurs groupes.
En plus de batteur, Coomer est aussi producteur. Son œuvre la plus notable est l'album solo du chanteur de Vaquero, Chetes qui reçoit le disque de platine au Mexique. Il a aussi joué sur des albums produits par Steve Earle, Tim Finn, Will Hoge, Jars of Clay, Emmylou Harris et Shaver. Il vit aujourd'hui à Nashville dans le Tennessee.